# Leynhac
Leynhac är en kommun i departementet Cantal i regionen Auvergne-Rhône-Alpes i mitten av Frankrike. Kommunen ligger  i kantonen Maurs som ligger i arrondissementet Aurillac. År 2022 hade Leynhac 315 invånare.

## Befolkningsutveckling
Antalet invånare i kommunen Leynhac
Referens:INSEE